# Flavigny (Cher)
Flavigny ist eine französische Gemeinde mit 156 Einwohnern (Stand: 1. Januar 2022) im Département Cher in der Region Centre-Val de Loire; sie gehört zum Arrondissement Saint-Amand-Montrond und zum Kanton La Guerche-sur-l’Aubois.  

## Geographie
Flavigny liegt etwa 36 Kilometer ostsüdöstlich von Bourges. Umgeben wird Flavigny von den Nachbargemeinden Tendron im Norden und Nordosten, Ignol im Osten, Croisy im Südosten und Süden, Ourouer-les-Bourdelins im Süden, Cornusse im Westen sowie Bengy-sur-Craon im Nordwesten.

## Einwohnerentwicklung
| Jahr                       | 1962 | 1968 | 1975 | 1982 | 1990 | 1999 | 2006 | 2019 |
| -------------------------- | ---- | ---- | ---- | ---- | ---- | ---- | ---- | ---- |
| Einwohner                  | 258  | 214  | 192  | 204  | 172  | 184  | 198  | 180  |
| Quellen: Cassini und INSEE |      |      |      |      |      |      |      |      |

## Sehenswürdigkeiten
- Kirche Saint-Germain aus dem 12./13. Jahrhundert
- Schloss  Bar-Bonnebûche aus dem 15. Jahrhundert
- Herrenhaus von Défens
- Herrenhaus von Pierry